# Kaple (železniční zastávka)
Kaple je železniční zastávka v Kapli, části obce Čelechovice na Hané v okrese Prostějov. Je součástí neelektrizované jednokolejné železniční trati Olomouc – Senice na Hané – Prostějov. Leží v km 31,104 mezi dopravnou Třebčín a zastávkou Čelechovice na Hané.

## Historie
Zastávka leží na trati, která byla vystavěna v letech 1882–1883 a vedla z Olomouce do Čelechovic na Hané. Plnohodnotný provoz na trati byl zahájen 1. července roku 1883. Podle původního plánu měla trať mezi Slatinicemi a Čelechovicemi vést přes Lutín a Olšany.  Vzhledem k odporu občanů těchto obcí však byla nakonec zvolena trasa přes Třebčín a Kapli, přestože si vyžádala vedení tratě s až 25‰ stoupáním na Kapli a stejně prudkým klesáním do Čelechovic. Zastávka Kaple je nejvyšším bodem trati v nadmořské výšce 285 m n. m. Původně zde byla ještě druhá kolej a nákladiště, vybudované spolu se zastávkou v roce 1895. Zděná čekárna byla vybudována až roku 1929.
V roce 2020 došlo k opravě nástupiště. Nástupiště je bezbariérově přístupné.

## Popis

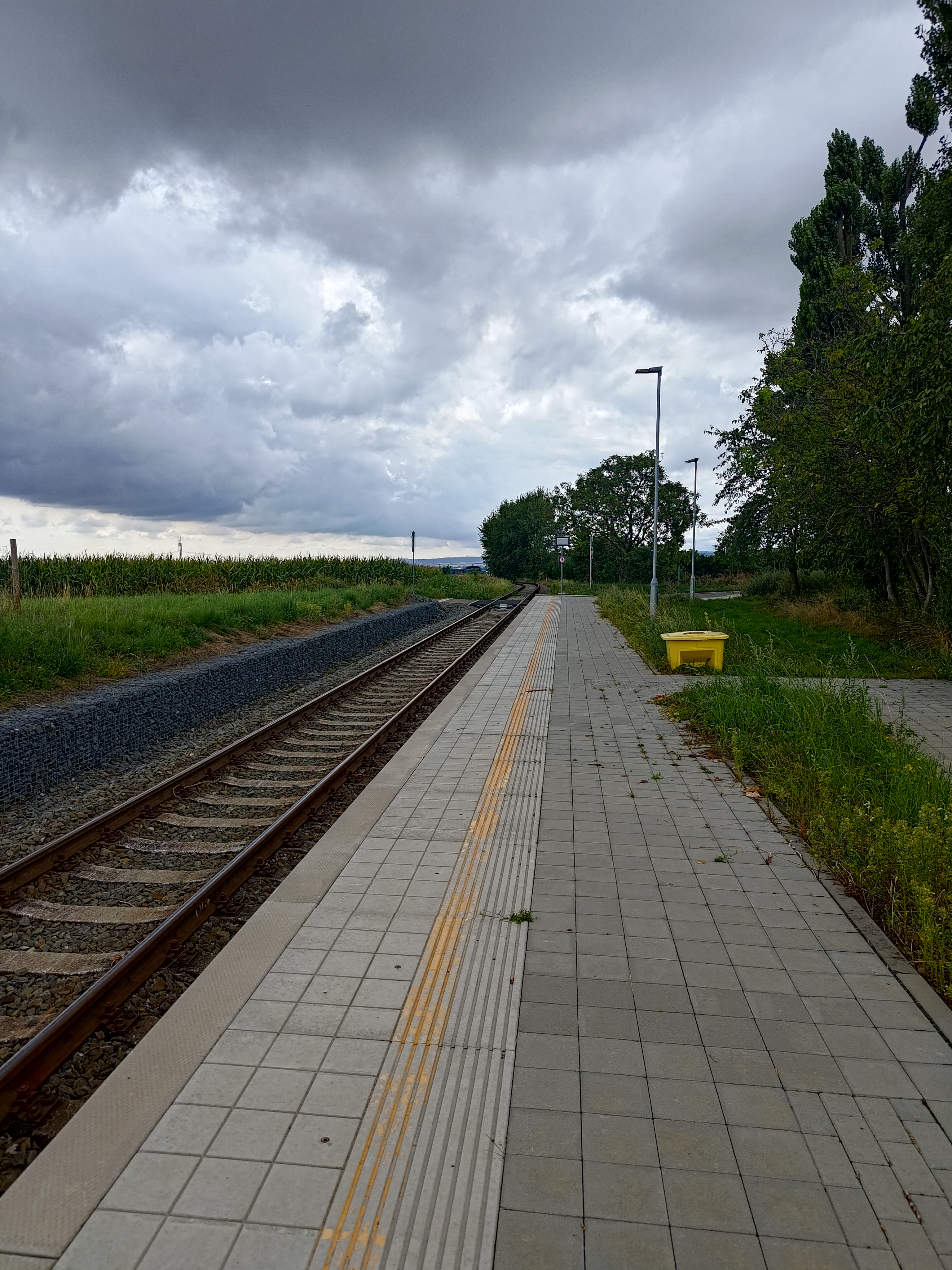
Nástupiště v zastávce (2024)

Zastávka se nachází na východním okraji Kaple, asi 250 m východně od tamější návsi. Tvoří ji jediné nástupiště o délce 60 m a s nástupní hranou ve výšce 550 mm nad temenem kolejnice. U zastávky ve směru na Kostelec trať v km 31,149 kříží účelová komunikace do polí. Je zde zřízen železniční přejezd P7652 označený výstražnými kříži. Cestujícím je k dispozici zděný přístřešek. Na místě není možné zakoupit jízdenku a k odbavení cestujících dochází ve vlaku.

## Provoz
V jízdním řádu 2025 zastávku v pracovních dnech obsluhují pravidelné osobní vlaky Českých drah linky M41 s intervalem 120 minut v obou směrech (tzn. ve směru  Senice na Hané a Červenka resp. Prostějov). Ve dnech pracovního klidu pak obsluhu zajištuje také linka M4 (směr Olomouc hl. n.). Zastávka je zařazena do Integrovaného dopravního systému Olomouckého kraje (zóna 44).